# Washington Park (Illinois)
Washington Park – wieś w Stanach Zjednoczonych, w stanie Illinois, w hrabstwie St. Clair.